# Balsa flutuante (construção civil)
Balsa flutuante, na construção civil, é um tipo de fundação em concreto que protege contra a acomodação e a liquefação do solo causadas por alguma atividade sísmica. Foi desenvolvido pela primeira vez em Chicago no século 19 pelos arquitetos Daniel Burnham e John Wellborn Root [en] na construção de edifícios altos em solo instável.
Nas fundações de balsa flutuante, também chamadas de fundações de esteira, o peso do edifício é distribuído uniformemente por toda a sua base. É chamado de "balsa" porque o edifício é como uma embarcação que "flutua" no solo. Em solo instável, as cargas precisam ser distribuídas por uma grande área ou por colunas com pouco espaçamento, o que significa que se fossem usadas sapatas individuais, elas se tocariam.
É também utilizada com frequência a fundação de balsa flutuante combinada com estacas, sendo um dos métodos mais econômicos de sistemas de fundação. Um estudo publicado no Geotechnical Engineering Journal, na Tailândia, comparou isoladamente o comportamento dos dois sistemas e dos sistemas combinados e concluiu que os resultados sugerem um melhor desempenho quando se utiliza o sistema de balsa flutuante combinado com estacas para edifícios baixos com dois níveis de subsolo. Nesta condição, a balsa flutuante pode suportar, em instabilidades, em torno de 20% a mais a carga suportada por estacas. Ainda segundo o estudo, o fator de segurança das estacas no projeto da fundação parece desempenhar um papel fundamental na eficácia, quando combinado com a fundação de balsa flutuante, e deve ser mais estudado.